# Де Вичедоминус, Вичедомино
Вичедомино Де Вичедоминус (итал. Vicedomino de Vicedominis; 1210 или 1215 год, Пьяченца — 6 сентября 1276, Витербо) — итальянский кардинал, декан Коллегии кардиналов c 1275 по 1276 года, племянник папы Григория X по материнской линии.

## Биография
Был женат, имел двоих детей, но после смерти жены принял монашеский обет. С 1241 года каноник кафедрального собора в Клермон-Ферране. 22 июля 1257 года избран архиепископом Экс-ан-Прованса. Консисторией 3 июня 1273 года провозглашен кардиналом-епископом Палестрины. Участвовал в трёх конклавах 1276 года (Иннокентий V, Адриан V и Иоанн XXI), во время последнего умер.
5 сентября 1276 года был избран папой и принял имя Григория XI, однако скончался рано утром на следующий день после своего избрания. Хотя он был избран и законно, но умер до официального обряда посвящения в папы, поэтому он не числится в официальных списках римских пап.
Впоследствии это имя взял папа Григорий XI, правивший с 1370 по 1378 годы.